# Урмонавичус, Юозас
Юозас Урманавичус (1931 — 1974) — советский и литовский актёр театра и кино.

## Биография
Родился 1 августа 1931 года в Пуне.
В 1953 году окончил театральную студию Литовского государственного драматического театра.
В 1953—1955 годах — актёр Шауляйского драматического театра, в 1955—1971 годах — актёр Каунасского драматического театра, в 1971—1974 годах — актёр молодёжного театра.
Умер 20 августа 1974  

## Фильмография
- 1967 — Найди меня — Эугениюс
- 1969 — Сыны Отечества — Иоганн Культершер, руководитель выставки
- 1969 — Да будет жизнь!— немецкий офицер
- 1969 — Июнь, начало жизни — актëр
- 1970 — Легенда тюрьмы Павиак —  Бюркль
- 1971 — Остров сокровищ — капитан Александр Смоллетт (озвучил Владимир Дружников)
- 1971 — Раны земли нашей — революционер
- 1972 — Вашингтонский корреспондент — Гуннар Нильсон
- 1972 — Тадас Блинда — эпизод
- 1973 —  Я — граница — Владимир Михайлович Серебренников
- 1974 — Тайна забытой переправы —  белый офицер
- 1974 — Садуто туто — каменщик на кладбище